# Stilkfrugtet vandstjerne
Stilkfrugtet vandstjerne (Callitriche brutia) er en enårig vandplante med flydende blade, i familien Plantaginaceae (dog nogle gange placeret i sin egen familie-Callitrichaceae). Den findes i vandmiljøer i Europa, hvor den vokser på næringsfattig dyndet eller udtørrende bund i og ved damme, i våde lavninger og udtørret bund i ferske enge, i grøfter i klithede og klitplantager. Den er selvbestøvende under eller over vand og sætter rigeligt med frugt der spredes med vand og vandfugle. Den blomstrer i juni-september.
I Danmark er den regnet som en truet art på den danske rødliste.